# Storbritanniens Grand Prix 2003
Storbritanniens Grand Prix 2003 var det elfte av 16 lopp ingående i formel 1-VM 2003.

## Resultat
1. Rubens Barrichello, Ferrari, 10 poäng
2. Juan Pablo Montoya, Williams-BMW, 8
3. Kimi Räikkönen, McLaren-Mercedes, 6
4. Michael Schumacher, Ferrari, 5
5. David Coulthard, McLaren-Mercedes, 4
6. Jarno Trulli, Renault, 3
7. Cristiano da Matta, Toyota, 2
8. Jenson Button, BAR-Honda, 1
9. Ralf Schumacher, Williams-BMW
10. Jacques Villeneuve, BAR-Honda
11. Olivier Panis, Toyota
12. Heinz-Harald Frentzen, Sauber-Petronas
13. Ralph Firman, Jordan-Ford
14. Mark Webber, Jaguar-Cosworth
15. Jos Verstappen, Minardi-Cosworth
16. Justin Wilson, Minardi-Cosworth
17. Nick Heidfeld, Sauber-Petronas

### Förare som bröt loppet
- Fernando Alonso, Renault (varv 52, växellåda)
- Giancarlo Fisichella, Jordan-Ford (44, upphängning)
- Antonio Pizzonia, Jaguar-Cosworth (32, motor)

## VM-ställning
| Förarmästerskapet 1. Michael Schumacher, Ferrari, 69 2. Kimi Räikkönen, McLaren-Mercedes, 62 3. Juan Pablo Montoya, Williams-BMW, 55 | Konstruktörsmästerskapet 1. Ferrari, 118 2. Williams-BMW, 108 3. McLaren-Mercedes, 95 |